# Mirosław Sobecki
Mirosław Sobecki (ur. 1960 w Skarszewach) – polski pedagog, profesor nauk społecznych, kierownik Katedry  Studiów Społecznych i Edukacyjnych i dziekan Wydziału Nauk o Edukacji Uniwersytetu w Białymstoku w latach 2012-2024.

## Życiorys
Wczesne dzieciństwo spędził się na Pomorzu Gdańskim. Od 1966 roku na Podlasiu. Szkołę podstawową i średnią (Liceum Ogólnokształcące im. Komisji Edukacji Narodowej, ukończył w Siemiatyczach. W 1985 został absolwentem  Filii Uniwersytetu Warszawskiego  w Białymstoku. 27 czerwca 1995 obronił pracę doktorską Funkcja etniczno-kulturowa liceów ogólnokształcących z niepolskim językiem nauczania na przykładzie liceów z białoruskim i litewskim językiem nauczania (promotor – Mirosław Józef Szymański). 26 czerwca 2008 habilitował się na podstawie pracy zatytułowanej Kultura symboliczna a tożsamość. Studium tożsamości kulturowej Polaków na Grodzieńszczyźnie z perspektywy edukacji międzykulturowej. 17 kwietnia 2019 nadano mu tytuł profesora w zakresie nauk społecznych.
Jest kierownikiem Katedry Studiów Społecznych i Edukacyjnych, oraz dziekanem na Wydziale Nauk o Edukacji Uniwersytetu w Białymstoku. Od 2017 roku jest członkiem Komitetu Nauk Pedagogicznych na I Wydziale Nauk Humanistycznych i Społecznych Polskiej Akademii Nauk.